# Махмуд Асгари и Аяз Мархони

Палачи накинули петли на шеи Махмуда Асгари и Аяза Мархони, приговорённых в Иране к публичной смертной казни через повешение

Махму́д Асгари́ (перс. محمود عسگريо файле‎, 1989—2005) и Ая́з Мархони́ (перс. عياض مرهوني‎,
1987—2005) — молодые люди из иранской провинции Хузестан, казнь которых вызвала серьёзный общественный резонанс в мире. По одним сведениям, им вменялись в вину гомосексуальная связь друг с другом (однополые контакты караются в Иране смертной казнью), но, по официальной версии Тегерана, приговор был вынесен за изнасилование 13-летнего мальчика, кражу и другие преступления.
19 июля 2005 года юноши были прилюдно повешены на городской площади Мешхеда. Данное событие имело большой общественный резонанс, во многих странах правозащитные и ЛГБТ-активистские организации выступили с протестами. Эти казни стали одним из символических моментов политики Ирана в отношении сексуальных меньшинств.

## Приговор
Согласно большинству интерпретаций законов шариата, гомосексуальный половой акт карается смертной казнью (по шариату для этого необходимо четыре честных свидетеля-мужчины (см., Коран, 24:13), которые поклянутся, что видели процесс проникновения гениталий воочию. В случае появления у судей даже незначительных, но обоснованных сомнений, казнь и уголовное преследование отменяются. Если для суда лживость свидетелей и клевета станет очевидной, то последние подвергаются публичному наказанию (см., Коран, 24:4, 5). Имам Абу Ханифа говорил, что гомосексуальное поведение заслуживает осуждения и административного наказания. Но в то же время богословы ханафитского мазхаба допускают смертную казнь, когда есть политическая или социальная необходимость в ней. С другой стороны, Конвенция ООН о правах ребёнка, подписанная Ираном, запрещает казни несовершеннолетних (казнь несовершеннолетних запрещена и в исламе, но возраст совершеннолетия в разных странах различается). По словам адвоката Асгари, смертные приговоры, выносимые в Иране молодым людям, могут быть заменены на пятилетнее заключение в тюрьме, однако в данном случае Высший суд Тегерана подтвердил смертный приговор. Возраст молодых людей остаётся неясным. Некоторые источники утверждают, что Махмуду Асгари и Айазу Мархони было соответственно четырнадцать и шестнадцать лет в момент ареста и шестнадцать и восемнадцать лет в момент казни (то есть 19 июля 2005 года). Другие заявляют о том, что ко времени исполнения смертного приговора Мархони было девятнадцать. 30 июля иранская оппозиционная организация «Национальный совет сопротивления» выпустила пресс-релиз, в котором сообщалось, что среди прочего юноши обвинялись в нарушении общественного порядка. О каких-то других обвинениях сказано не было.

## Международная реакция
Данная казнь получила широкий резонанс среди мировой общественности.
22 июля 2005 правозащитная организация Amnesty International выпустила следующий пресс-релиз: 
 «Согласно новостным сообщениям, они были обвинены в изнасиловании 13-летнего мальчика и были задержаны 14 месяцев назад. В заключении они были наказаны 228 ударами плетью за распитие алкогольных напитков, нарушение общественного порядка и воровство».
В Тегеране лауреат Нобелевской премии мира Ширин Эбади осудила применение смертной казни в отношении молодёжи и детей. Как сообщает сайт 365gay.com, она также отвергла утверждение суда о том, что двое приговорённых изнасиловали несовершеннолетних детей на северо-востоке Ирана.
Швеция и Нидерланды отреагировали на эти события решением о запрете выдачи беженцев — геев и лесбиянок Ирану. Голландское правительство также объявило, что Министерство иностранных дел Нидерландов с озабоченностью относится к смертной казни геев и лесбиянок в Иране, и немедленно приостановило все выдачи гомосексуалов, ищущих политическое убежище. Правозащитные группы в США, Великобритании и России также призвали к проведению подобной политики в своих странах.

## Акции памяти год спустя
Год спустя после казни юношей по всему миру были проведены акции протеста, организованные правозащитными организациями, а также организациями в защиту прав ЛГБТ. Эти акции прошли в Амстердаме, Берлине, Брюсселе, Чикаго, Франкфурте, Лондоне, Марселе, Мехико, Нью-Йорке, Сакраменто, Сан-Диего, Сан-Франциско, Сиэтле, Стокгольме, Тегеране, Торонто, Ванкувере, Вене, Варшаве и Вашингтоне, округ Колумбия. В британской Палате общин состоялись слушания по дискриминации сексуальных меньшинств в Иране: «Мужчины и женщины, подозреваемые в гомосексуальности, в Иране оказываются перед угрозой смертной казни», — заявил Скотт Лонг из группы «Human Rights Watch’s gay-rights program». «Мы задокументировали зверские телесные наказания, наложенные судами как наказание, пытки и плохое обращение с заключенными в тюрьмах». «OutRage!» организовала встречу в Палате представителей во главе с Крисом Брьянтом, членом парламента лейбористской партии. Иранцы-беженцы попросили его сделать запрос о том, чтобы западные государства осудили дискриминацию сексуальных меньшинств в Иране.
В Москве акцию памяти Махмуда Асгари и Аяза Мархони перед посольством Ирана провела группа активистов во главе с руководителем проекта «GayRussia.Ru» Николаем Алексеевым. Участники выразили протест против смертной казни как меры наказания. Участники акции держали плакаты: «Нет насилию фанатиков!», «Иран! Уважай права человека!», «Нет казням и пыткам!», а также несколько плакатов с надписью «Прекратите казнить!». В Вене организацией «HOSI Wien» также была проведена демонстрация протеста против казней молодёжи. Их требованиями были: «Нет смертной казни!», «Нет запрету гомосексуальных контактов в Иране и во всем мире!», «Политическое убежище в Австрии для преследуемых геев и лесбиянок из Ирана и других государств!».